# 回胴式遊技機。〜勝利するメダリスト〜
回胴式遊技機。〜勝利するメダリスト〜（かいどうしきゆうぎき。しょうりするめだりすと）とは、フジテレビCS放送フジテレビNEXTで放送されていたパチスロ番組である。初回放送は2009年5月5日。月に1回新作が放送されていた。

## 概要
- 毎回、1機種のみのパチスロ台を1人のメダリスト（番組内のプレーヤーの呼び方）が実際にホールに出向き実戦を行う。
- プレーヤーであるメダリストには、パチスロ情報誌などで活躍するパチスロライターを起用している。

## 内容
- これまでのパチンコパチスロ番組で見られたヘッドマイクは一切使用せずに、メダリスト本人による回想コメントで進行していくのが特徴的で、台の特性や打ち方などの基本情報に加え、メダリスト独自の打ち方や、打っている最中の心理描写も語られるマニアを対象とした内容となっている。
- また、パチスロメーカーや開発者から機種が生まれるまでのエピソードが語られるコーナーや再放送を行うCS放送の特性を生かし副音声を取り入れている。副音声のゲストは取り上げた機種に関連する人物やパチスロライターが出演していて、番組上ではレジェンドと呼んでいる。

## 出演者
- 第1回
  - メダリスト: カッパ君（パチスロ必勝ガイド）
  - 実戦機種: アイムジャグラーEX（北電子）
  - レジェンド: 川崎俊也（北電子・広報室長）
- 第2回
  - メダリスト: 嵐（パチスロ必勝本）
  - 実戦機種: 鬼浜爆走紅蓮隊 爆音烈士編（アビリット）
  - レジェンド: 石川英郎（青二プロダクション）
- 第3回
  - メダリスト: ゴトロニ（パチスロ必勝ガイド）
  - 実戦機種: 悪魔城ドラキュラ（KPE）
  - レジェンド: 木村魚拓（パチスロ必勝ガイド）
- 第4回
  - メダリスト: からマヨ（パチスロ攻略マガジン）
  - 実戦機種: 快盗天使ツインエンジェル2（サミー）
  - レジェンド: ネギ坊（パチスロ攻略マガジン）
- 第5回
  - メダリスト: 沖ヒカル（パチスロ必勝ガイド）
  - 実戦機種: シオサイ-30（パイオニア）
  - レジェンド: 名波誠（パチスロパニック7）
- 第6回
  - メダリスト: 射駒タケシ（パチスロ必勝本）
  - 実戦機種: 新世紀エヴァンゲリオン 〜約束の時〜（ビスティ）
  - レジェンド: ルーキー酒井（当番組企画）

## スタッフ
- ナレーター:市川展丈
- 構成:森てつじ
- リサーチ：山浦良一
- 企画協力:酒井達弘、海老原克憲、田中宏明
- ディレクター：貝原桂
- 演出・プロデューサー：皆藤一
- 制作協力：共同テレビ
- 制作著作：フジテレビ